# MTV Video Music Awards 2005
Die MTV Video Music Awards 2005 fanden am 28. August 2005 statt. Verliehen wurde der Preis an Videos, die vom 1. Juli 2004 bis zum 30. Juni 2005 ihre Premiere hatten. Moderator der Show war Diddy. Die Verleihung fand an in der American Airlines Arena in Miami, Florida statt. Der große Gewinner war die Punkband Green Day, die insgesamt sieben VMAs gewann, darunter Best Rock Video, Best Group Video, Viewer's Choice und Video of the Year.
Die Verleihung fand unter dem Schatten des Hurrikan Katrina statt. Aus diesem Grund wurde ein Teil der Vorshow gecancelt. Die Verleihung an sich konnte aber stattfinden. Zwei Wochen später sammelte MTV Spenden für die Opfer des Hurrikans.
Schauspielerin und Model Eva Longoria trat trotz des Hurrikans in Badebekleidung auf und machte einen unangebrachten Witz, wofür sie harsch kritisiert wurde. Später versteigerte sie die Badekleidung für einen guten Zweck.

## Nominierte und Gewinner
Die jeweils fett markierten Künstler zeigen den Gewinner der Kategorie an.

### Video of the Year
Green Day – Boulevard of Broken Dreams
- Coldplay – Speed of Sound
- Snoop Dogg (feat. Pharrell) – Drop It Like It’s Hot
- Gwen Stefani – Hollaback Girl
- Kanye West – Jesus Walks

### Best Male Video
Kanye West – Jesus Walks
- 50 Cent – Candy Shop
- Beck – E-Pro
- John Legend – Ordinary People
- Usher – Caught Up

### Best Female Video
Kelly Clarkson – Since U Been Gone
- Amerie – 1 Thing
- Mariah Carey – We Belong Together
- Shakira (feat. Alejandro Sanz) – La Tortura
- Gwen Stefani – Hollaback Girl

### Best Group Video
Green Day – Boulevard of Broken Dreams
- The Black Eyed Peas – Don’t Phunk with My Heart
- Destiny’s Child (feat. T.I. & Lil Wayne) – Soldier
- The Killers – Mr. Brightside
- U2 – Vertigo

### Best New Artist in a Video
The Killers – Mr. Brightside
- Ciara (feat. Missy Elliott) – 1, 2 Step
- The Game – Dreams
- John Legend – Ordinary People
- My Chemical Romance – Helena

### Best Pop Video
Kelly Clarkson – Since U Been Gone
- Lindsay Lohan – Rumors
- Jesse McCartney – Beautiful Soul
- Ashlee Simpson – Pieces of Me
- Gwen Stefani – Hollaback Girl

### Best Rock Video
Green Day – Boulevard of Broken Dreams
- Foo Fighters – Best of You
- The Killers – Mr. Brightside
- My Chemical Romance – Helena
- Weezer – Beverly Hills

### Best R&B Video
Alicia Keys – Karma
- Mariah Carey – We Belong Together
- Ciara (feat. Ludacris) – Oh
- John Legend – Ordinary People
- Usher & Alicia Keys – My Boo

### Best Rap Video
Ludacris – Number One Spot
- Eminem – Just Lose It
- The Game (feat. 50 Cent) – Hate It or Love It
- T.I. – U Don't Know Me
- Ying Yang Twins – Wait (The Whisper Song)

### Best Hip-Hop Video
Missy Elliott (feat. Ciara & Fatman Scoop) – Lose Control
- Common – Go
- Nas (feat. Olu Dara) – Bridging the Gap
- Snoop Dogg (feat. Pharrell) – Drop It Like It’s Hot
- Kanye West – Jesus Walks

### Best Dance Video
Missy Elliott (feat. Ciara & Fatman Scoop) – Lose Control
- Ciara (feat. Missy Elliott) – 1, 2 Step
- Destiny’s Child – Lose My Breath
- Jennifer Lopez – Get Right
- Shakira (feat. Alejandro Sanz) – La Tortura

### Breakthrough Video
Gorillaz – Feel Good Inc.
- Missy Elliott (feat. Ciara and Fatman Scoop) – Lose Control
- Eminem – +
- Sarah McLachlan – World on Fire
- U2 – Vertigo

### Best Direction in a Video
Green Day – Boulevard of Broken Dreams (Director: Samuel Bayer)
- Missy Elliott (feat. Ciara & Fatman Scoop) – Lose Control (Directors: Dave Meyers und Missy Elliott)
- Jennifer Lopez – Get Right (Directors: Francis Lawrence und Diane Martel)
- U2 – Vertigo (Directors: Alex and Martin)
- The White Stripes – Blue Orchid (Director: Floria Sigismondi)

### Best Choreography in a Video
Gwen Stefani – Hollaback Girl (Choreographer: Kishaya Dudley)
- Amerie – 1 Thing (Choreographer: Jamaica Craft)
- Missy Elliott (feat. Ciara & Fatman Scoop) – Lose Control (Choreographer: Hi-Hat)
- Jennifer Lopez – Get Right (Choreographers: Richmond Talauega und Anthony Talauega)
- My Chemical Romance – Helena (Choreographer: Michael Rooney)

### Best Special Effects in a Video
Gorillaz – Feel Good Inc. (Special Effects: Passion Pictures)
- Coldplay – Speed of Sound (Special Effects: A52)
- Missy Elliott (feat. Ciara & Fatman Scoop) – Lose Control (Special Effects: Radium)
- Ludacris – Number One Spot (Special Effects: 20Twenty)
- The Mars Volta – The Widow (Special Effects: Artificial Army)
- U2 – Vertigo (Special Effects: Jam Abelenet)

### Best Art Direction in a Video
Gwen Stefani – What You Waiting For? (Art Director: Zach Matthews)
- Green Day – American Idiot (Art Director: Jan Roelfs)
- The Killers – Mr. Brightside (Art Director: Laura Fox)
- System of a Down – B.Y.O.B. (Art Director: Jeremy Reed)
- The White Stripes – Blue Orchid (Art Director: Sue Tebbutt)

### Best Editing in a Video
Green Day – Boulevard of Broken Dreams (Editor: Tim Royes)
- Coldplay – Speed of Sound (Editor: Adam Pertofsky)
- Foo Fighters – Best of You (Editor: Nathan Cox)
- Jennifer Lopez – Get Right (Editor: Dustin Robertson)
- Simple Plan – Untitled (Editor: Richard Alarcon)
- Gwen Stefani – What You Waiting For? (Editor: Dustin Robertson)

### Best Cinematography in a Video
Green Day – Boulevard of Broken Dreams (Director of Photography: Samuel Bayer)
- Coldplay – Speed of Sound (Director of Photography: Harris Savides)
- Modest Mouse – Ocean Breathes Salty (Director of Photography: Danny Hiele)
- Simple Plan – Untitled (Director of Photography: Michael Bernard)
- U2 – Vertigo (Director of Photography: Omer Ganai)
- The White Stripes – Blue Orchid (Director of Photography: Chris Soos)

### Best Video Game Soundtrack
Dance Dance Revolution Extreme (Konami)
- Def Jam: Fight for NY (Electronic Arts)
- Madden NFL 2005 (Electronic Arts)
- Midnight Club 3: DUB Edition (Rockstar Games)
- Tony Hawk's Underground 2 (Activision)

### MTV2 Award
Fall Out Boy – Sugar, We’re Goin’ Down
- Akon (feat. Styles P) – Locked Up
- The Bravery – An Honest Mistake
- Daddy Yankee – Gasolina
- Mike Jones (feat. Slim Thug & Paul Wall) – Still Tippin’
- My Chemical Romance – Helena

### Viewer’s Choice
Green Day – American Idiot
- Kelly Clarkson – Since U Been Gone
- My Chemical Romance – Helena
- Shakira (featuring Alejandro Sanz) – La Tortura
- Snoop Dogg (featuring Pharrell) – Drop It Like It’s Hot

## Performances

### Pre-show
- Mike Jones (feat. Slim Thug & Paul Wall) – Still Tippin’
- Rihanna – Pon de Replay
- Fall Out Boy – Sugar, We're Going Down

### Hauptshow
- Green Day – Boulevard of Broken Dreams
- Ludacris (feat. Bobby Valentino) – Pimpin' All Over the World
- MC Hammer – U Can’t Touch This
- Shakira (feat. Alejandro Sanz) – La Tortura
- R. Kelly – Trapped in the Closet
- The Killers – Mr. Brightside
- Diddy & Snoop Dogg (feat. The Notorious B.I.G.) – Juicy/Warning
- Don Omar – Reggaeton Latino
- Tego Calderón – Abayarde
- Daddy Yankee – Gasolina
- Coldplay – Speed of Sound
- Kanye West (featuring Jamie Foxx) – Gold Digger
- Mariah Carey (feat. Jadakiss & Jermaine Dupri) – Shake It Off/We Belong Together (Remix)
- 50 Cent (feat. Mobb Deep & Tony Yayo) – Disco Inferno/Outta Control/So Seductive
- My Chemical Romance – Helena
- Kelly Clarkson – Since U Been Gone

## Appearances

### Pre-show
- Kurt Loder – stellte die Gewinner der professionellen Kategorien vor
- SuChin Pak – stellte die Gewinner von Best Group Video und Best Video Game Soundtrack vor

### Main show
- Nelly und Lindsay Lohan – präsentierten Best Female Video und Best Male Video
- Beavis and Butthead – traten in verschiedenen Vignetten für den Viewer's Choice Award auf
- Ciara und Missy Elliott – sagten Ludacris und Bobby Valentino an
- Orlando Bloom und Kirsten Dunst – präsentierten Best Rock Video
- Grandmaster Flash –trat als DJ auf
- Omarion und Luke (2 Live Crew) – traten zusammen mit Diddy auf
- Ashlee und Jessica Simpson – präsentierten Best R&B Video
- Jessica Alba, Dwyane Wade und Shaquille O’Neal – sagten Shakira und Alejandro Sanz an
- Usher –präsentierte Best Dance Video
- Eric Roberts – sagte R. Kelly an
- Hilary Duff und Joel Madden – sagten The Killers an
- Lil’ Kim und Jeremy Piven – präsentierten Best Rap Video
- Common und Johnny Knoxville – präsentierten MTV2 Award
- Fat Joe – sagte die Reggaeton-Auftritte an und präsentierte Best Hip-Hop Video
- Pharrell – sagte Coldplay an
- B5 – Ansagen
- Ricky Martin und Joss Stone – präsentierten Best Pop Video
- Alicia Keys und John Legend – sagten Kanye West und Jamie Foxx an
- Snoop Dogg – sagte Dane Cook an
- Eva Longoria – sagte Mariah Carey an
- Lil Jon und Paulina Rubio –präsentierten Breakthrough Video
- Fergie und will.i.am –sagten 50 Cent an
- Bow Wow und Paris Hilton – präsentierten Viewer's Choice
- Jamie Foxx – sagte Destiny’s Child an und präsentierte Video of the Year mit ihnen